# Barbara Erniová
Maria Barbara Erniová (15. února 1743 Altenstadt u Feldkirchu, Rakousko – 26. února 1785, Eschen) byla lichtenštejnská tulačka známá tím, že kradla v hostincích po celé západní Evropě pomocí podvodů. V lichtenštejnských pověstech je Erniová známá jako Goldene Boos (v překladu Zlatá bába) a byla poslední osobou, která byla v Lichtenštejnském knížectví popravena.

## Život
Erniová se narodila na samém západě dnešního Rakouska páru bezdomovců. V roce 1779 se provdala za Tyroláka Franze, muže s pověstí zločince.

## Přistižení a trest
Dne 27. května 1784 byla Barbara Erniová přistižena při krádeži „na Müsnenu“ (oblast Mösma nad obcí Eschen). Protože jí byly při následujícím vyšetřování prokázány více než tři krádeže, byla podle Constitutio criminalis Carolina odsouzena k trestu smrti. Soud se konal před kaplí na Rofenbergu, přičemž toto místo již od roku 1573 sloužilo pro soudní účely (Landgemeindeplatz Gerichtsgemeinde Untere Landschaft. Poprava Erniové proběhla 26. února 1785 na popravišti Güdigen, kde ji bregenzský kat sťal hlavu mečem.

## Odraz v kultuře
Její osud se brzy dostal do lichtenštejnských pověstí a dnes patří k těm známějším. Podle pověsti byla Zlatá bába žena se zrzavými vlasy a velkou silou, která cestovala po evropském venkově s velkou truhlou nebo batohem na zádech. Všude, kde přespávala, požadovala, aby její truhla byla zamčena v nejlepším a nejbezpečnějším pokoji, protože prý obsahuje pohádkový poklad. Jakmile byl poklad uzamčen a nadešla noc, z truhly nebo batohu vylezl její komplic, malý mužík, který v místnosti posbíral cennosti, načež spolu s Erniovou během noci uprchli. Tento způsob kradení Erniové po řadu let fungoval tak dobře, že zbohatla. Totožnost komplice není známa.
Je po ní pojmenována ulice Goldene Boos-Gasse v Eschenu. Umělecky zpracovaná je například „Píseň vězněné Zlaté Báby“ (vydaná v: Vier weltliche schöne und neue Lieder. Kolem roku 1800). Neoklasicko-rocková skupina WeltenBrand jí věnovala píseň na svém hudebním albu Das Nachtvolk z roku 1997.